# Tomás O’Leary
Tomás O’Leary (ur. 22 października 1983 w Corku) – irlandzki rugbysta występujący na pozycji łącznika młyna w London Irish a także w irlandzkiej drużynie narodowej.
Jest synem Seániego O’Leary'ego, byłego gracza w hurling. Uczęszczał do Christian Brothers College. Początkowo grał w futbol gaelicki i właśnie hurling. Z zespołem Cork zdobył w 2001 All-Ireland Minor Hurling Championship. Po skończeniu szkoły postanowił skoncentrować się tylko na rugby. Grał w młodzieżowych reprezentacjach Irlandii. Z zespołem U-21 dotarł w 2004 do finału mistrzostw świata. Po mistrzostwach podpisał kontrakt z zespołem Munster.
Debiutował w drużynie narodowej 26 maja 2007 w meczu z Argentyną w Santa Fe. Pierwsze przyłożenie i zarazem pierwsze punkty zdobył 6 lutego 2010 w meczu z Włochami na Croke Park w ramach Pucharu Sześciu Narodów. Z zespołem Irlandii zdobył w 2009 Puchar Sześciu Narodów.
W 2009 został powołany do składu Brytyjskich i Irlandzkich Lwów, jednakże został wyeliminowany przez kontuzję.
Z Munster zwyciężył w rozgrywkach Magners League w sezonie 2008/2009, zdobył również Puchar Heinekena w sezonie 2005/2006 i 2007/2008.